# Deutsche Reichspartei
El Deutsche Reichspartei (Partit Imperial Alemany, DRP) fou un partit polític alemany nacionalista d'extrema dreta. Fou fundat el 1950 a partir del Deutsche Rechtpartei, que havia estat reconstituït a la Baixa Saxònia el 1946, i que a les eleccions federals alemanyes de 1949 va obtenir 5 diputats al Bundestag. Entre els seus fundadors hi havia Alexander Andrae, Oskar Lutz, Hans Bernd von Grünberg, Wilhelm Meinberg, Otto Heß, Hans Schikora, Heinrich Kunstmann i Adolf von Thadden.
Ja el 1949 va patir l'escissió del Sozialistische Reichspartei (Partit Imperial Socialista), ja que el DRP es distanciava ideològicament d'Adolf Hitler i preferia exaltar l'imperi Alemany anterior a 1914. Tanmateix, va ser considerat com a neonazi per les autoritats, raó per la qual fou declarat anticonstitucional el 1952 i obligat a dissoldre's per la Cort Constitucional Federal d'Alemanya. La majoria dels seus membres s'aplegaren el 1953 en el Reich Partei de Hans-Ulrich Rudel, considerat aleshores la principal veu del neonazisme.
Tot i que va tenir una petita revifalla a algunes eleccions el 1959, on va treure un escó al parlament de Renània-Palatinat, i obtingué 4 escons al parlament de Bremen el 1963, el partit va decaure i el 1964 deixà d'existir com a tal. La major part dels seus membres, dirigits per Adolf van Thadden, es van unir al NPD.